# Ángeles (Oroso)
Ángeles (llamada oficialmente San Mamede dos Ánxeles) es una parroquia española perteneciente al municipio de Oroso, en la provincia de La Coruña, Galicia.

## Entidades de población
Entidades de población que forman parte de la parroquia:
- Bran
- Cas
- Cachopal (O Cachopal)
- Calvente
- Cabanas
- Meimige (Meimixe)
- Pedralba
- Sar
- A Igrexa

## Demografía
| Gráfica de evolución demográfica de Ángeles entre 2000 y 2021 |
|                                                               |
| Datos según el nomenclátor publicado por el INE.              |